# Daunorubicin
Daunorubicin ili daunomicin (daunomicin cerubidin) je hemoterapeutik iz famijije antraciklina koji se koristi za tretman pojedinih tipova kancera. On se najčešće koristi za tretiranje specifičnih tipova leukemije (akutna mijelocitna leukemija i akutna limfocitna leukemija). On je inicijalno bio izolovan iz Streptomyces peucetius.
Lipozomna formulacija daunorubicina je u prodaji u Sjedinjenim Državama kao DaunoXome.

## Način dejstva
Pri vezivanju za DNK, daunomicin se interkalira. Njegov aminski ostatak je usmeren ka manjem žlebu. On ima jaku preferenciju za dva susedna G/C bazna para na čijoj 5' strani je A/T bazni par. Daunomicin se efektivno vezuje za svaka 3 para baza i indukuje ugao odvijanja od 11° i neznatnu distorciju heliksa.

## Spoljašnje veze
- Daunomicin
- Informacije o leku